# Ekrem Koçak
Ekrem Koçak (ur. 18 maja 1931 w Ankarze, zm. 20 czerwca 1993) – turecki lekkoatleta, średniodystansowiec.
Zdobył srebrne medale w biegu na 800 metrów i biegu na 3000 metrów z przeszkodami na nieoficjalnych igrzyskach śródziemnomorskich w  1949 w Stambule. Na pierwszych oficjalnych igrzyskach śródziemnomorskich w 1951 w Aleksandrii wywalczył brązowe medale w biegu na 800 metrów i w sztafecie 4 × 400 metrów. Odpadł w eliminacjach biegu na 800 metrów i biegu na 1500 metrów na igrzyskach olimpijskich w 1952 w Helsinkach, a także na mistrzostwach Europy w 1954 w Bernie.
Zwyciężył w biegach na 800 metrów i na 1500 metrów na igrzyskach śródziemnomorskich w 1955 w Barcelonie. Na igrzyskach olimpijskich w 1960 w Rzymie odpadł w ćwierćfinale biegu na 800 metrów.
Odnosił sukcesy w mistrzostwach krajów bałkańskich, zwyciężając w biegu na 800 metrów w 1953, 1954, 1955 i 1961.
Był mistrzem Turcji w biegu na 800 metrów w 1961, 1962 i 1964.
Wielokrotnie poprawiał rekordy Turcji w biegu na 800 metrów (do wyniki 1:50,0, uzyskanego 256 lipca 1955 w Barcelonie), w biegu na 1500 metrów (do czasu 3:50,2, osiągniętego 21 lipca 1955 w Barcelonie) i w sztafecie 4 × 400 metrów (do wyniku 3:18,7, uzyskanego 25 maja 1960 w Sofii).